# 额河木蓼
额河木蓼（学名：Atraphaxis irtyschensis）为蓼科木蓼属下的一个种。

## 扩展阅读
- 維基物種上的相關：额河木蓼